# Resident Evil Village
Resident Evil Village (abreviat RE: Village i conegut al Japó com Biohazard Village (バ イ オ ハ ザ ー ド ヴ ィ レ ッ ジ Baiohazādo Virejji) és un videojoc en desenvolupament pertanyent a el gènere d'horror de supervivència desenvolupat i publicat per Capcom. El videojoc serà la vuitena entrega major de la sèrie Resident Evil, i es tractarà d'una seqüela directa de Resident Evil 7: Biohazard.
El videojoc es va anunciar l'11 de juny de 2020 a l'esdeveniment de revelació de PlayStation 5. El seu llançament està previst per al 7 de maig de 2021 per a les videoconsoles PlayStation 4, Xbox One, PlayStation 5, Xbox Sèries X/S i Microsoft Windows. Igual que a Resident Evil 7: Biohazard, el joc es va desenvolupar en RE Engine cerca i es jugarà també des d'una perspectiva en primera persona.